# Apistogramma elizabethae
Apistogramma elizabethae es una especie de peces de la familia Cichlidae en el orden de los Perciformes.

## Morfología
Los machos pueden llegar alcanzar los 4 cm de longitud total  y las  hembras 3.

## Distribución geográfica
Se encuentran en Sudamérica: cuenca del río Amazonas.  